# 関帝廟
関帝廟（かんていびょう）は、関帝（関羽・関聖帝君・関帝聖君）を祀る廟。孔子を祀る孔子廟（文廟）に対比させて、武廟（ぶびょう）とも呼ぶ場合もある。

## 概要
関帝廟の本殿は中央に関羽を祭り、右側に小説『三国志演義』で養子の関平（史実では実子）、左側に同じく『演義』に登場する配下の武将周倉の二神をそれぞれ祭っている。
関羽は、信義や義侠心に厚い武将として名高くまた『演義』での普浄の逸話などから、民衆によって様々な伝承や信仰が産まれ、信仰を高め、また後の王朝によって神格化されていった。その関羽を祭ったほこらが関帝廟の始まりである。
また、関羽は（塩湖で知られた解県の出身である為）塩の密売に関わっていたという民間伝承があり、義に厚いとされる事から商売の神として祭られた。この事に起因して、そろばんの発明をしたという俗説まで生まれた。そのため世界中に華僑が散らばっていったときに、商売が繁盛する様にとその居住区に関帝廟を立てた。そのため世界中の中華街などで関帝廟を見ることが出来る。

## 各地の関帝廟

### 中国大陸

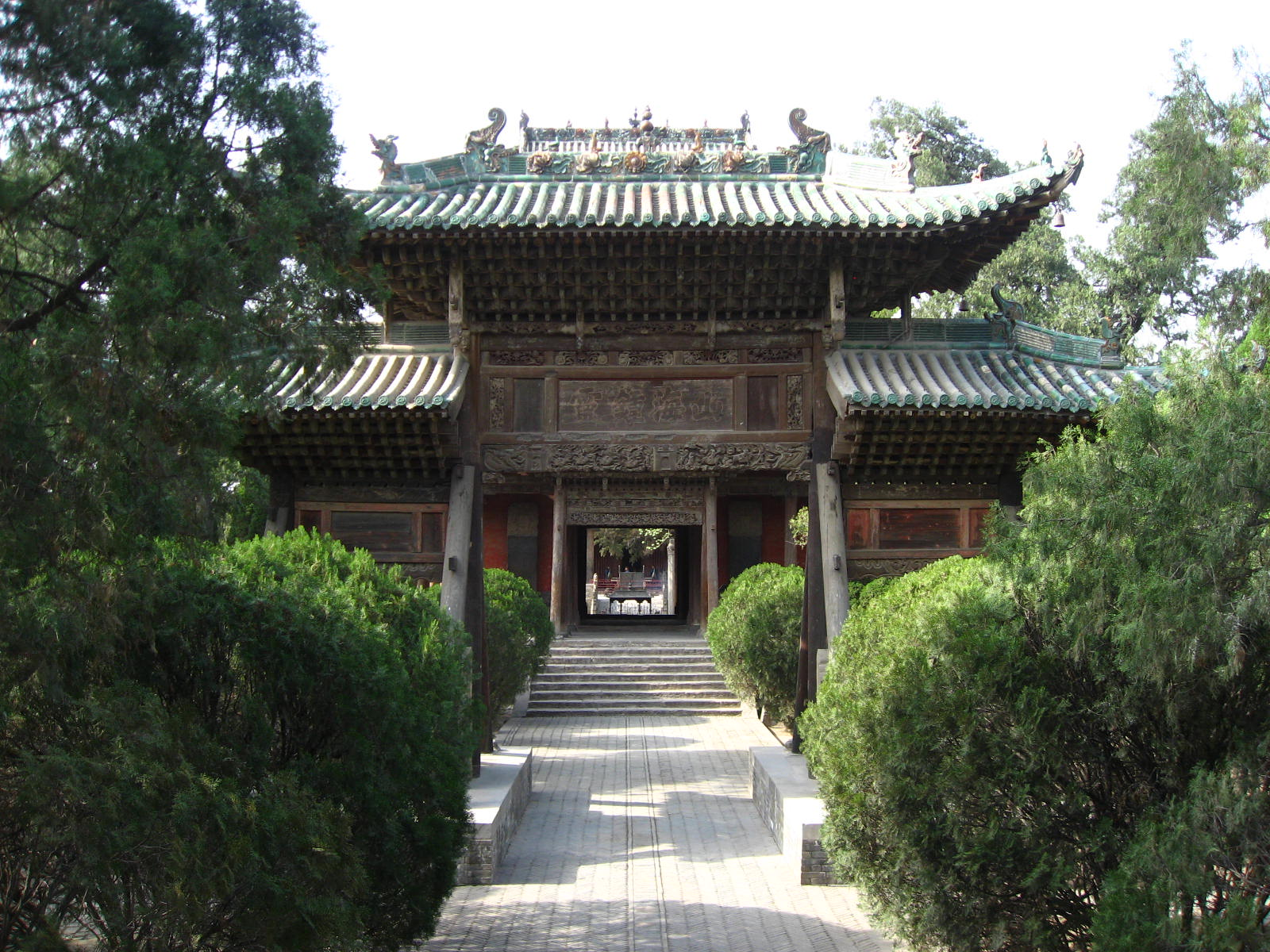
解州関帝廟（中国・山西省）

関羽の出身地である河東・解県（山西省運城市塩湖区解州鎮）にある解州関帝廟は、中国でも規模の大きな関帝廟として知られる。

### 韓国
- 東関王廟 - （ソウル市）[1]
- 南関王廟 - （ソウル市）

### ベトナム

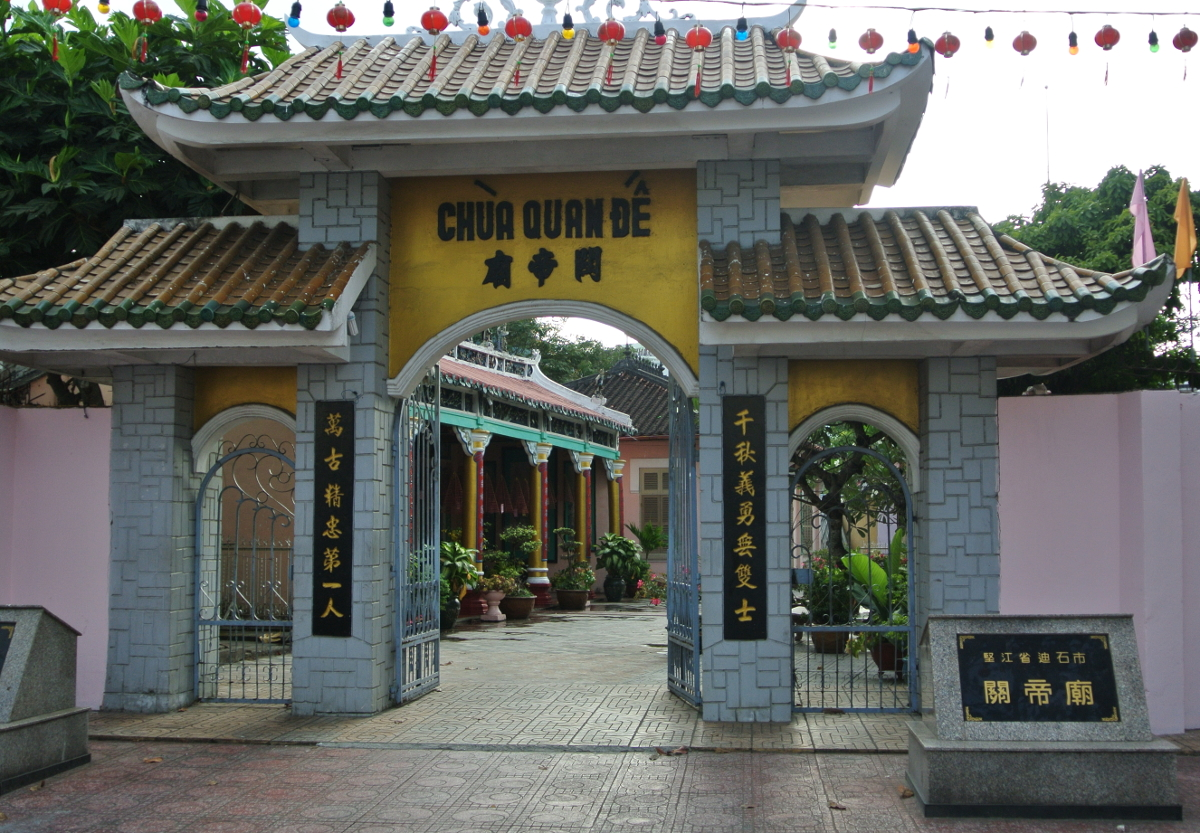
ベトナム、キエンザン省ラックザーの関帝廟

ベトナム語では Chùa Quan Đế（𫴶関帝）、またはMiếu Quan Đế（廟関帝）と呼ばれ各地に存在する。
- ギアアンホイクアン寺（義安会館） - （ホーチミン市チョロン地区）[2]

### マレーシア
- 関帝廟 (Guan Dai Miew) - （クアランプール）[3]

### 台湾
- 祀典武廟 - （台南市）
- 行天宮 - （台北市）

關帝廟
- 行天宮
- 祀典武廟 - （台南市）
- 金瓜石勸濟堂

### 日本
- 北海道函館市　函館中華会館
- 東京都立川市　立川関帝廟
- 神奈川県横浜市　横浜関帝廟
- 京都府宇治市　萬福寺
- 大阪府大阪市　大阪関帝廟　（黄檗宗　白駒山　清寿院）
- 大阪府大阪市　LAOX上海新天地内関帝廟
- 兵庫県神戸市　関帝廟 (神戸市)
- 和歌山県那智勝浦町　那智山奥之院（滝見寺）関帝廟
- 長崎県長崎市　崇福寺 (長崎市)
- 沖縄県那覇市　至聖廟　など

關帝廟
- 神戸関帝廟
- 横浜関帝廟 （横浜中華街）